# Lilltjärnen (Torps socken, Medelpad, 695014-152938)
Lilltjärnen är en sjö i Ånge kommun i Medelpad och ingår i Ljungans huvudavrinningsområde. Sjön har en area på 0,0579 kvadratkilometer och ligger 239,3 meter över havet.

## Delavrinningsområde
Lilltjärnen ingår i det delavrinningsområde (694553-152922) som SMHI kallar för Utloppet av Leringen. Medelhöjden är 284 meter över havet och ytan är 91,02 kvadratkilometer. Räknas de 440 avrinningsområdena uppströms in blir den ackumulerade arean 4 212,46 kvadratkilometer. Gimån som avvattnar avrinningsområdet har biflödesordning 2, vilket innebär att vattnet flödar genom totalt 2 vattendrag innan det når havet efter 87 kilometer. Avrinningsområdet består mestadels av skog (68 procent). Avrinningsområdet har 19,93 kvadratkilometer vattenytor vilket ger det en sjöprocent på 21,9 procent.